# Віктор Оладіпо
Кегінде Бабатунде Віктор Оладіпо (англ. Kehinde Babatunde Victor Oladipo, нар. 4 травня 1992, Сілвер-Спринг, Меріленд, США) — американський професіональний баскетболіст, атакувальний захисник і розігруючий захисник команди НБА Маямі Гіт.

## Ігрова кар'єра

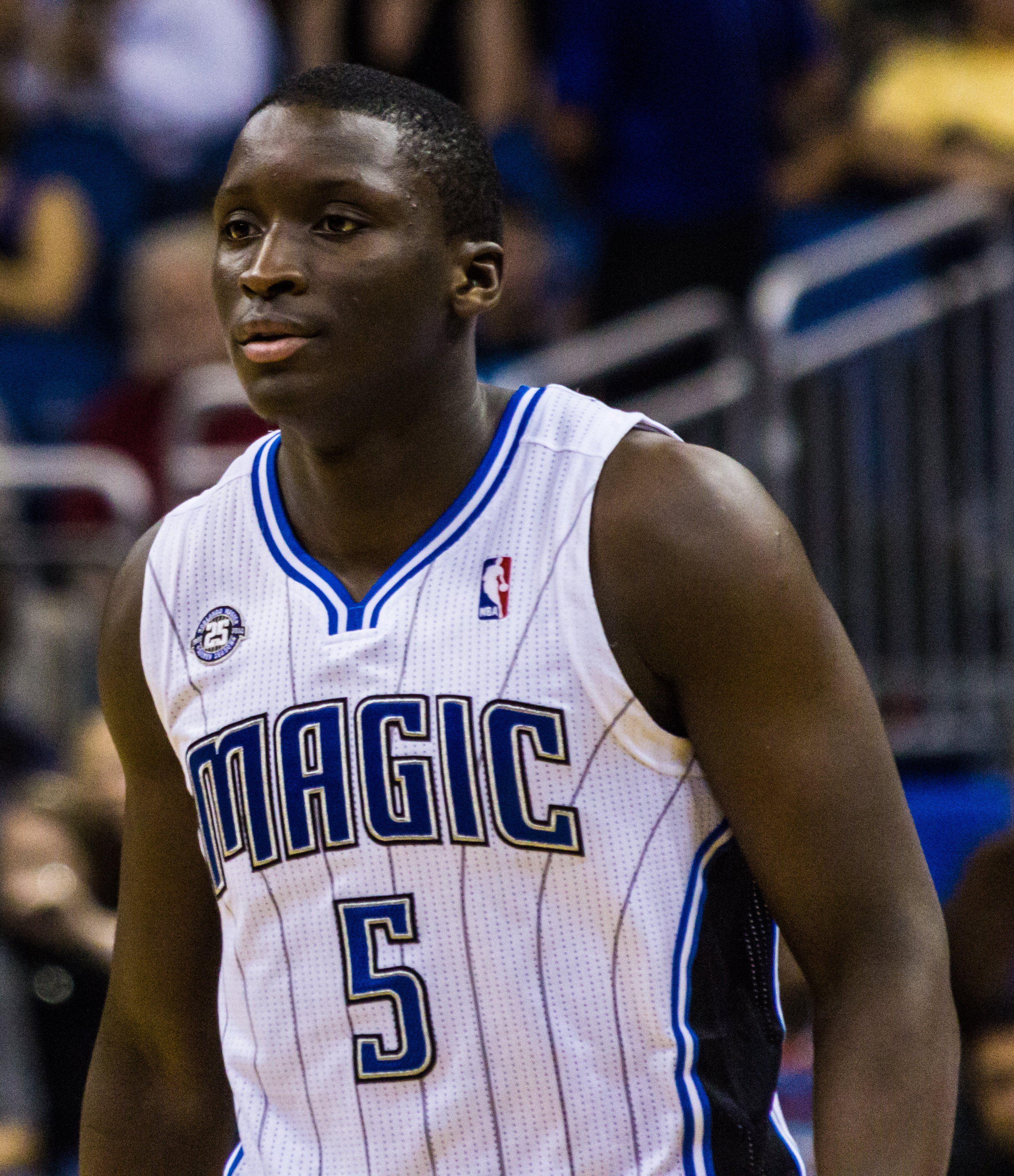
Оладіпо у складі «Орландо», грудень 2013

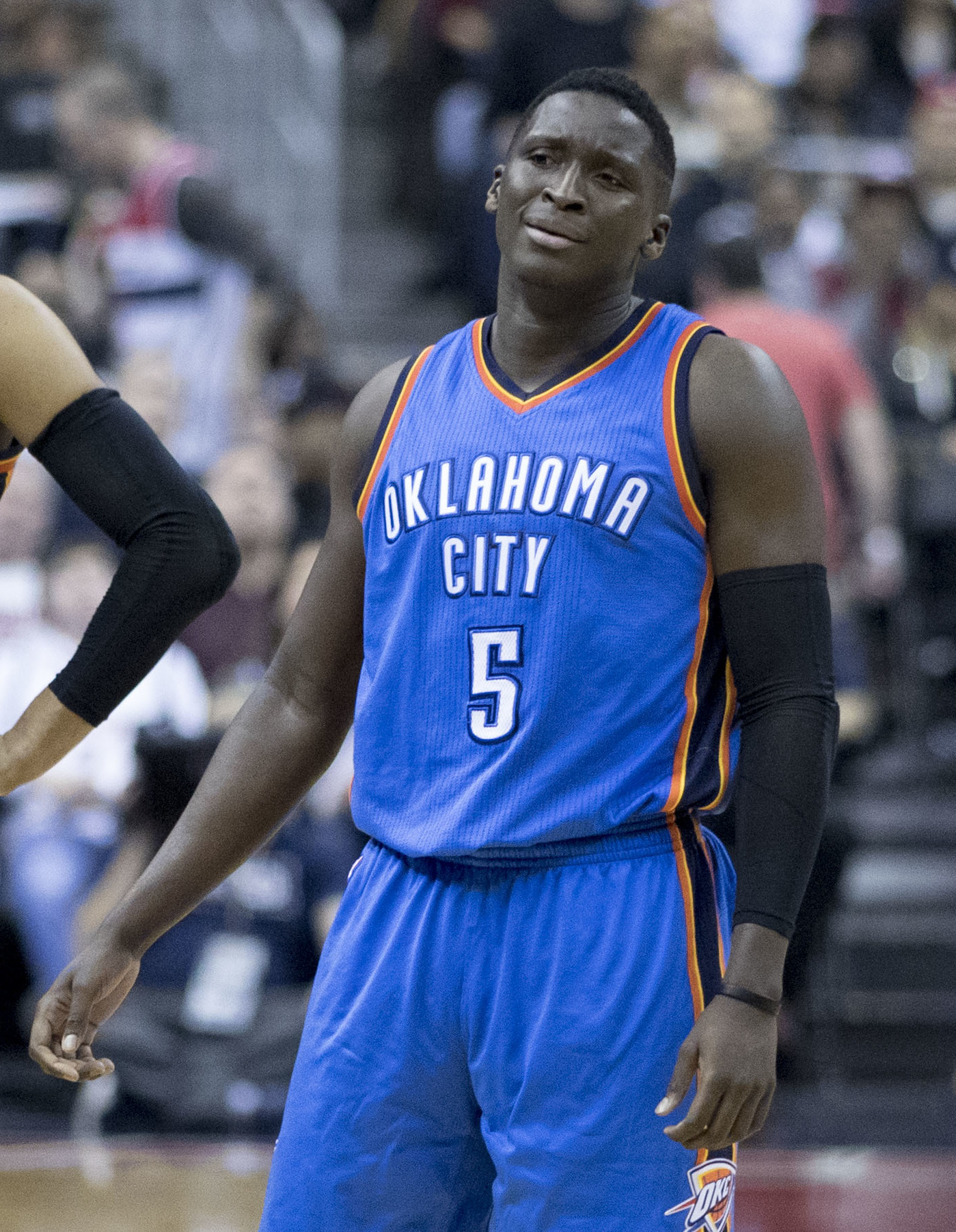
Оладіпо у складі «Оклахома-Сіті», лютий 2017

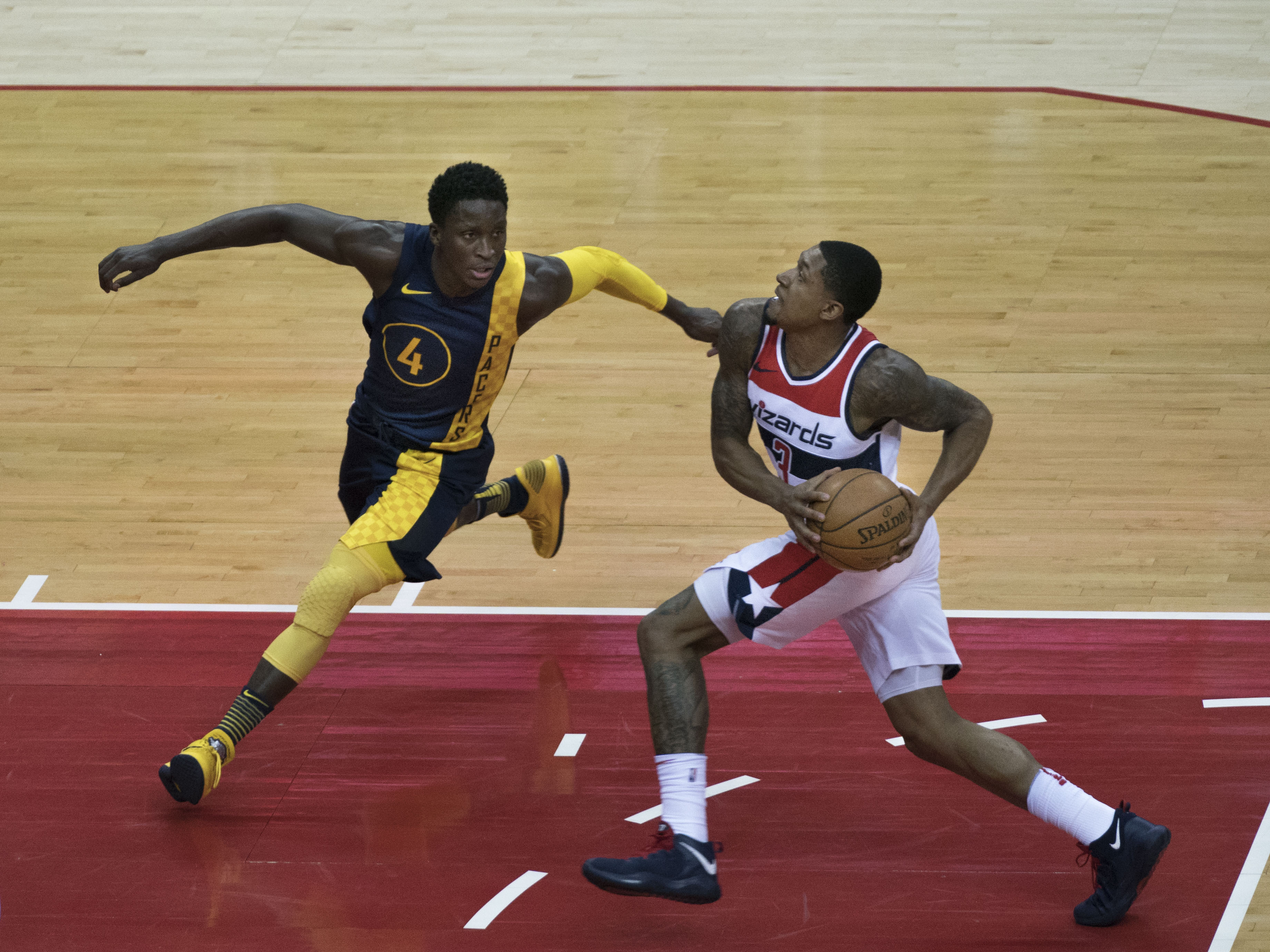
Оладіпо у грі за «Індіану», березень 2018

На університетському рівні грав за команду Індіана  (2010–2013). 
2013 року був обраний у першому раунді драфту НБА під загальним 2-м номером командою «Орландо Меджик». Професійну кар'єру розпочав 2013 року виступами за тих же «Орландо Меджик», захищав кольори команди з Орландо протягом наступних 3 сезонів. 3 грудня 2013 року записав до свого активу перший трипл-дабл в кар'єрі, набравши 26 очок, 10 підбирань та 10 результативних передач у матчі проти «Філадельфія Севенті-Сіксерс». У цьому ж матчі свій перший трипл-дабл також зробив гравець «Філадельфії» Майкл Картер-Вільямс. Таким чином вперше в історії НБА два новачки ліги зробили свої перші кар'єрні трипл-дабли в одному матчі. В лютому взяв участь у матчі новачків та у конкурсі вмінь на зірковому вікенді. 21 лютого у матчі проти «Нью-Йорк Нікс» зробив рекордні для себе 14 асистів, додавши при цьому 30 очок, 9 підбирань та одне перехоплення. За підсумками свого дебютного сезону в НБА зайняв друге місце в голосуванні за найкращого новачка сезону, поступившись Картер-Вільямсу.
Під час зіркового вікенду-2015 взяв участь у матчі новачків та другорічок НБА, а також в конкурсі слем-данків, поступившись лише Заку Лавіну. 4 березня 2015 року провів найрезультативніший матч у кар'єрі, набравши 38 очок проти «Фінікс Санз».
19 лютого 2016 року в матчі проти «Даллас Маверікс» зробив рекордні для себе 14 підбирань, додавши 17 очок. 18 березня оновив рекорд результативності, набравши 45 очок у матчі проти «Клівленд Кавальєрс».
23 червня 2016 разом з Ерсаном Ільясовою та правами на Домантаса Сабоніса був обміняний до «Оклахома-Сіті Тандер» на Сержа Ібаку.
2017 року став гравцем «Індіана Пейсерз», куди разом з Домантасом Сабонісом був обміняний на Пола Джорджа. 10 грудня в матчі проти «Денвер Наггетс» набрав 47 очок, що стало його новим особистим рекордом. 23 січня 2018 року було оголошено, що Оладіпо обраний як резервний гравець на матч усіх зірок НБА. 23 березня у матчі проти «Лос-Анджелес Кліпперс» зробив 56-е поспіль перехоплення в сезоні, що стало шостою найдовшою серією в історії, зрівнявшись за цим показником з Крісом Полом та Гарі Пейтоном. Допоміг команді пробитись до плей-оф, де «Індіана» у важкій боротьбі поступилася майбутньому фіналісту НБА «Клівленду» у серії з семи матчів. За підсумками сезону отримав нагороду найбільш прогресуючого гравця НБА, ставши п'ятим гравцем в історії франшизи, який здобував це звання. Іншими були Джейлен Роуз, Джермейн О'Ніл, Денні Гренджер та Пол Джордж. Оладіпо також став лідером ліги у сезоні за перехопленнями за гру (2,4).
Більшість наступного сезону пропустив через кілька травм. Незважаючи на це, він все одно був запрошений на матч усіх зірок НБА, хоча через ушкодження там так і не зіграв. Повернувся на майданчик 29 січня 2020 року, вийшовши на заміну в матчі проти «Чикаго Буллз».
16 січня 2021 року був обміняний до «Г'юстона». 
25 березня 2021 року перейшов до «Маямі Гіт» в обмін на Ейвері Бредлі та Келлі Олійника. 13 травня травмувався; повернувся на майданчик лише 7 березня наступного року.

## Статистика виступів в НБА
| * | Лідер ліги |

### Регулярний сезон
| Сезон              | Команда                | GP  | GS  | MPG  | FG%  | 3P%  | FT%  | RPG | APG | SPG | BPG | PPG  |
| ------------------ | ---------------------- | --- | --- | ---- | ---- | ---- | ---- | --- | --- | --- | --- | ---- |
| 2013–14            | «Орландо Меджик»       | 80  | 44  | 31.1 | .419 | .327 | .780 | 4.1 | 4.1 | 1.6 | .5  | 13.8 |
| 2014–15            | «Орландо Меджик»       | 72  | 71  | 35.7 | .436 | .339 | .819 | 4.2 | 4.1 | 1.7 | .3  | 17.9 |
| 2015–16            | «Орландо Меджик»       | 72  | 52  | 33.0 | .438 | .348 | .830 | 4.8 | 3.9 | 1.6 | .8  | 16.0 |
| 2016–17            | «Оклахома-Сіті Тандер» | 67  | 67  | 33.2 | .442 | .361 | .753 | 4.3 | 2.6 | 1.2 | .3  | 15.9 |
| 2017–18            | «Індіана Пейсерз»      | 75  | 75  | 34.0 | .477 | .371 | .799 | 5.2 | 4.3 | 2.4 | .8  | 23.1 |
| 2018–19            | «Індіана Пейсерз»      | 36  | 36  | 31.9 | .423 | .343 | .730 | 5.6 | 5.2 | 1.7 | .3  | 18.8 |
| 2019–20            | «Індіана Пейсерз»      | 19  | 16  | 27.8 | .394 | .317 | .814 | 3.9 | 2.9 | 0.9 | .2  | 14.5 |
| 2020–21            | «Індіана Пейсерз»      | 9   | 9   | 33.3 | .421 | .362 | .730 | 5.7 | 4.2 | 1.7 | .2  | 20.0 |
| 2020–21            | «Г'юстон Рокетс»       | 20  | 20  | 33.5 | .407 | .320 | .783 | 4.8 | 5.0 | 1.2 | .5  | 21.2 |
| 2020–21            | «Маямі Гіт»            | 4   | 4   | 27.8 | .372 | .235 | .667 | 3.5 | 3.5 | 1.8 | .5  | 12.0 |
| 2021–22            | «Маямі Гіт»            | 8   | 1   | 21.6 | .479 | .417 | .737 | 2.9 | 3.5 | .6  | .1  | 12.4 |
| Усього за кар'єру  | Усього за кар'єру      | 462 | 395 | 32.8 | .438 | .348 | .790 | 4.6 | 3.9 | 1.6 | .5  | 17.4 |
| В іграх усіх зірок | В іграх усіх зірок     | 1   | 0   | 15.0 | .375 | .167 | .000 | 2.0 | 3.0 | 3.0 | .0  | 7.0  |

### Плей-оф
| Сезон             | Команда                | GP | GS | MPG  | FG%  | 3P%  | FT%   | RPG | APG | SPG | BPG | PPG  |
| ----------------- | ---------------------- | -- | -- | ---- | ---- | ---- | ----- | --- | --- | --- | --- | ---- |
| 2017              | «Оклахома-Сіті Тандер» | 5  | 5  | 36.2 | .344 | .240 | 1.000 | 5.6 | 2.0 | 1.4 | .6  | 10.8 |
| 2018              | «Індіана Пейсерз»      | 7  | 7  | 37.3 | .417 | .404 | .732  | 8.3 | 6.0 | 2.4 | .4  | 22.7 |
| 2020              | «Індіана Пейсерз»      | 4  | 4  | 30.8 | .393 | .364 | .938  | 3.3 | 2.5 | 2.3 | .0  | 17.8 |
| 2022              | Miami                  | 15 | 1  | 24.5 | .368 | .274 | .792  | 3.4 | 2.1 | 1.3 | .3  | 10.6 |
| Усього за кар'єру | Усього за кар'єру      | 31 | 17 | 30.1 | .384 | .328 | .802  | 4.8 | 3.0 | 1.7 | .3  | 14.3 |

## Особисте життя
Оладіпо народився в Меріленді у родині медсестри й нігерійської емігрантки Джоан Оладіпо та емігранта зі Сьєрра-Леоне й медичного чиновника Графства принца Георга в Меріленді Крістофера Оладіпо. У Віктора також є сестри Крістін (1986), Кендра (1990) та Вікторія (1992).